# سالوادور خورخه بلانکو
سالوادور خورخه بلانکو (انگلیسی: Salvador Jorge Blanco؛ ۵ ژوئیه ۱۹۲۶ – ۲۶ دسامبر ۲۰۱۰) سیاستمدار، وکیل و نویسنده اهل جمهوری دومینیکن بود. وی از ۱۶ اوت ۱۹۸۲ تا ۱۶ اوت ۱۹۸۶ رئیس‌جمهور این کشور بود.

## زندگی‌نامه
سالوادور خورخه بلانکو در ۵ ژوئیه ۱۹۲۶ در سانتیاگو ده لوس کابایروس متولد شد. در سال ۱۹۵۱ دکترای حقوق خود را از دانشگاه کمپلوتنسه مادرید دریافت کرد.
سالوادور خورخه بلانکو در ۲۶ دسامبر ۲۰۱۰، در سن ۸۴ سالگی بر اثر سکته قلبی درگذشت.